# Евир
Евир (фр. Evires) насеље је и општина у источној Француској у региону Рона-Алпи, у департману Горња Савоја која припада префектури Анси.
По подацима из 2011. године у општини је живело 1327 становника, а густина насељености је износила 68,09 становника/km². Општина се простире на површини од 19,49 km². Налази се на средњој надморској висини од 825 метара (максималној 955 m, а минималној 593 m).

## Демографија
| 1962. | 1968. | 1975. | 1982. | 1990. | 1999. | 2011. |
| ----- | ----- | ----- | ----- | ----- | ----- | ----- |
| 569   | 637   | 651   | 776   | 943   | 1.061 | 1.327 |

График промене броја становника у току последњих година